# Elizabeth Taylor
Elizabeth Rosemond Taylor (Hampstead (Londen), 27 februari 1932 – Los Angeles, 23 maart 2011), ook wel Liz genoemd, was een Brits-Amerikaans actrice. Zij won in 1960 een Oscar voor haar hoofdrol in BUtterfield 8 en in 1966 voor haar hoofdrol in Who's Afraid of Virginia Woolf?. Ze kreeg daarnaast meer dan 35 andere filmprijzen, waaronder een BAFTA Award, een Zilveren Beer en vier Golden Globes.

## Biografie
Taylor was het tweede kind van Francis Lenn Taylor (1897-1968) en Sara Viola Warmbrodt (1895-1994). Haar oudste broer was Howard Taylor (1929). Hoewel ze vaak "Liz" genoemd werd, hield ze niet van de bijnaam. Zelf prefereerde ze dat haar voornaam uitgesproken zou worden als Eee-lizabeth (met klemtoon op de eerste lettergreep). Haar middelste naam Rosemond was een eerbetoon aan haar oma van vaderskant, Elizabeth Mary Rosemond.
Taylors ouders kwamen uit Arkansas City in Kansas. Haar vader was kunsthandelaar, haar moeder actrice die stopte met werken toen ze in 1926 in New York huwde. Na hun huwelijk emigreerden zij naar Engeland (Hampstead) waar Elizabeth werd geboren. Zo kon het zijn dat Taylor zowel de Britse als de Amerikaanse nationaliteit bezat. De Britse op grond van het ius soli, de Amerikaanse op grond van het ius sanguinis.
Als driejarige kreeg Taylor haar eerste balletlessen. Kort nadat Groot-Brittannië betrokken raakte bij de Tweede Wereldoorlog, besloten haar ouders terug te keren naar de Verenigde Staten. Het gezin vestigde zich in Los Angeles, waar moeder Taylor familie had wonen.
Op negenjarige leeftijd debuteerde Taylor op het witte doek met 'There's one born every minute'. Universal Studios verlengde haar contract niet en ze stapte over naar Metro-Goldwyn-Mayer (MGM). Daar was haar eerste film Lassie Come Home uit 1943, de eerste film over de Schotse collie. Deze film vestigde de aandacht op de jonge Taylor, waardoor ze voor meer films werd uitverkoren. In 1944 speelde ze in National Velvet een meisje dat een paard traint, haar eerste hoofdrol. De film bracht meer dan 4 miljoen dollar op. Taylor kreeg een langetermijncontract aangeboden. Naast haar acteren volgde ze onderwijs en studeerde ze aan de University High School in Los Angeles. In 1950 haalde ze haar diploma.
In 1956 was ze, met James Dean, te zien in 'Giant'. Taylor won tweemaal een Academy Award voor de beste vrouwelijke hoofdrol: in 1960 voor Butterfield 8 en in 1966 voor Who's Afraid of Virginia Woolf?. Ze werd driemaal genomineerd voor deze prijs (1957, 1958 en 1959).

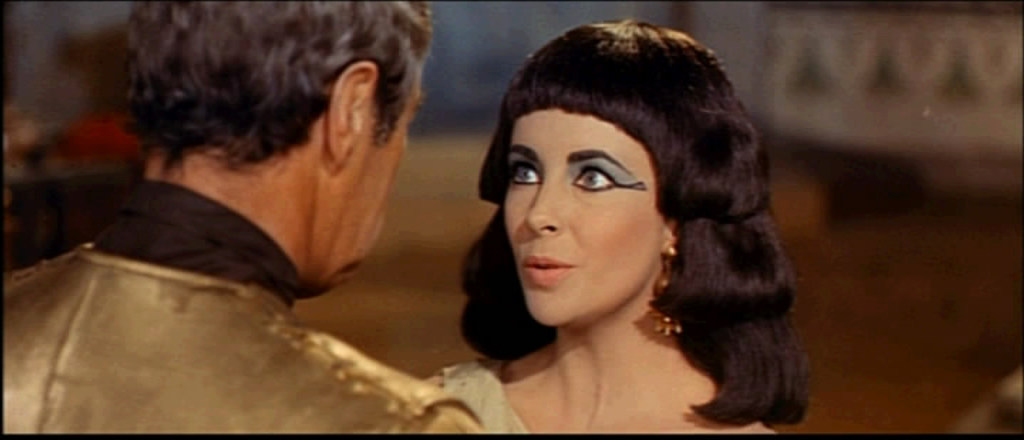
Elizabeth Taylor in de film Cleopatra (1963)

In 1963 werd ze de bestbetaalde actrice ooit na het tekenen van een contract voor de rol van Cleopatra in de gelijknamige film. Voor deze film ontving ze één miljoen dollar. Tijdens de opnames van deze film ontmoette ze haar toekomstige echtgenoot Richard Burton, die Marcus Antonius speelde. Aan de film ging een schandaal vooraf. De roddelpersfotograaf Marcello Geppetti experimenteerde in 1962 met een nieuw stuk technologie, de zoomlens en schrok de wereld op met een privéfoto van de kussende Taylor en Burton, twee gehuwden met kinderen, nietsvermoedend elkaar kussend in het katholiekste land van de wereld.
Naast films speelde ze op het podium en in televisieseries zoals 'General Hospital' en 'The Simpsons'. Ook werkte ze mee aan een videoclip van Elton John. Ze heeft twee parfumlijnen geïntroduceerd, die samen naar schatting 200 miljoen dollar per jaar omzet genereren.
Taylor stak veel tijd en energie in liefdadigheid, vooral met betrekking tot aids. Na de dood van haar vriend Rock Hudson hielp ze met het oprichten van de American Foundation for AIDS Research (amfAR). Naar schatting verzamelde ze in 1999 50 miljoen dollar voor de bestrijding van aids.
Zelf had ze de laatste jaren te lijden onder haar gezondheid. Daarnaast had ze vijfmaal haar rug gebroken, een hersentumor overleefd en tweemaal een levensbedreigende longontsteking gehad. Ze vocht jarenlang tegen een pillen- en drankverslaving en in oktober 2009 raakte haar hartfalen bekend: een aandoening waarbij het hart onvoldoende bloed door het lichaam pompt. In de ochtend van 23 maart 2011 overleed Taylor in Los Angeles aan een hartverlamming, meldde het ABC News. Taylor werd 79 jaar oud en laat vier kinderen, tien kleinkinderen en vier achterkleinkinderen na.
Hoewel ze graag naast haar ouders begraven wilde worden in Westwood Village Memorial Park Cemetery, werd ze al de dag na haar overlijden begraven op het Forest Lawn Memorial Park in Glendale, in de buurt van Los Angeles.

### Huwelijken en relaties

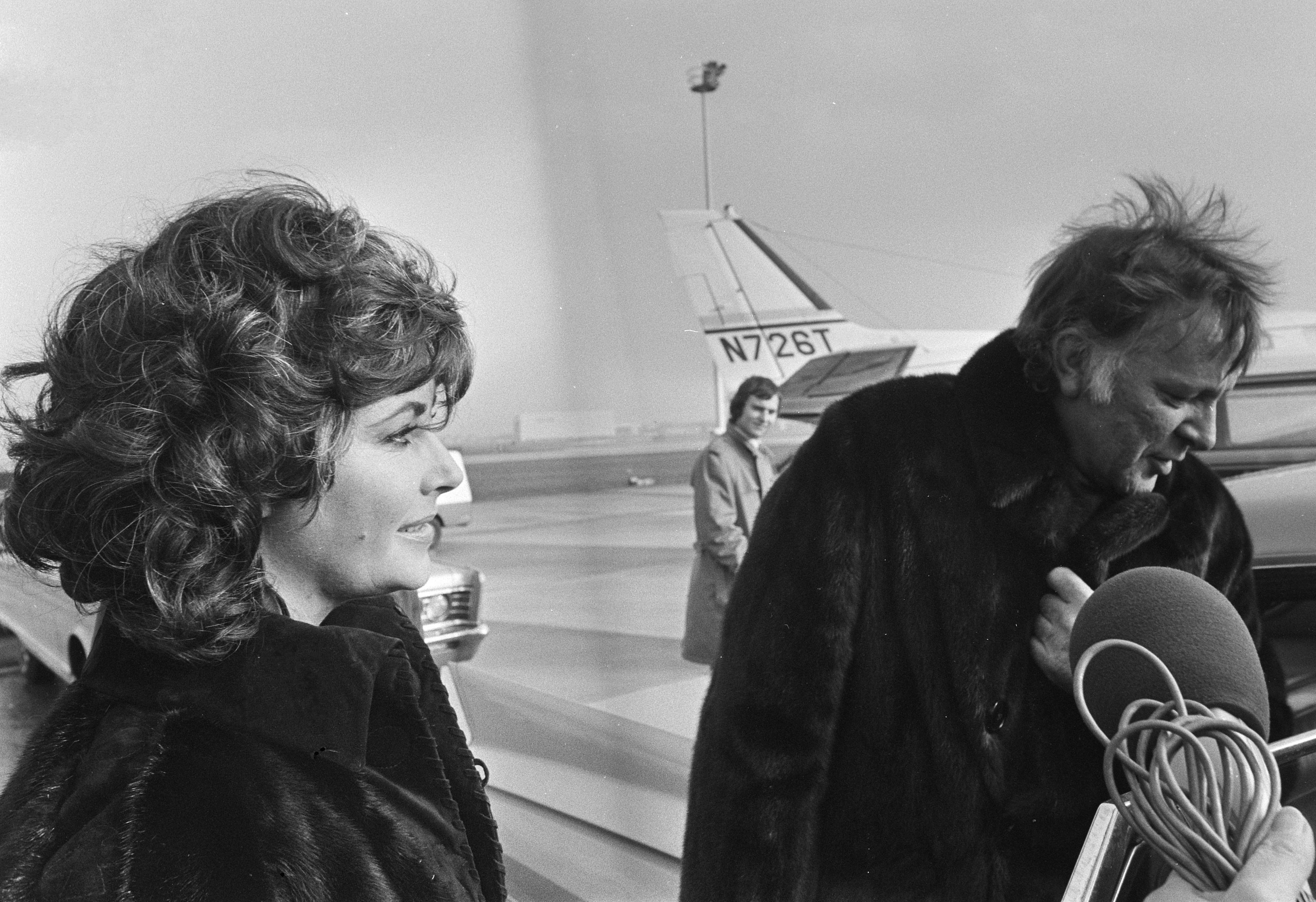
Taylor met Burton op Schiphol, 1971

Taylor is naast haar acteerprestaties bekend vanwege haar acht huwelijken met zeven verschillende mannen en intieme vriendschappen met beroemdheden. Taylor was goed bevriend met Michael Jackson.
1. Conrad Hilton jr. (erfgenaam van Hilton Hotels Corporation) (6 mei 1950 - 29 januari 1951)
2. Michael Wilding (acteur) (21 februari 1952 - 26 januari 1957)
3. Mike Todd (producer) (2 februari 1957 - 22 maart 1958 (Todds overlijden))
4. Eddie Fisher (zanger) (12 mei 1959 - 6 maart 1964)
5. Richard Burton (acteur) (15 maart 1964 - 26 juni 1974)
6. Richard Burton (2e huwelijk) (10 oktober 1975 - 29 juli 1976)
7. John Warner (senator) (4 december 1976 - 7 november 1982)
8. Larry Fortensky (6 oktober 1991 - 31 oktober 1996)

Taylor had twee zonen uit haar huwelijk met Michael Wilding, een dochter uit haar huwelijk met Mike Todd en een dochter via adoptie. Tijdens hun huwelijk adopteerde Richard Burton haar beide dochters. Bij haar overlijden had ze, naast haar vier kinderen, tien kleinkinderen en vier achterkleinkinderen.
Haar vele huwelijken en leven zouden een inspiratiebron worden voor De zeven echtgenoten van Evelyn Hugo.

## Filmografie

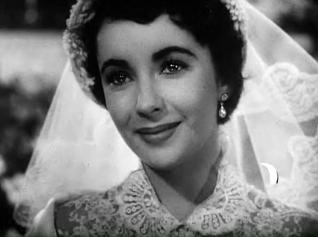
Elizabeth Taylor in de film Father of the Bride (1950)

- There's One Born Every Minute (1942) (Universal) ... Gloria Twine
- Lassie Come Home (1943) (MGM) ... Priscilla
- The White Cliffs of Dover (1944) (MGM) ... Betsy op 10-jarige leeftijd (niet genoemd)
- Jane Eyre (1944) (20th Century Fox) ... Helen Burns (niet genoemd)
- National Velvet (1944) (MGM) ... Velvet Brown
- Courage of Lassie (1946) (MGM) ... Kathie Merrick
- Life with Father (1947) (MGM) ... Mary
- Cynthia (1947) (MGM) ... Cynthia Bishop
- A Date with Judy (1948) (MGM) ... Carol Pringle
- Julia Misbehaves (1948) (MGM) ... Susan Packett
- Little Women (1949) (MGM) ... Amy March
- Conspirator (1949) (MGM) ... Melinda Greyton
- The Big Hangover (1950) (MGM) ... Mary Belney
- Father of the Bride (1950) (MGM) ... Kay Banks
- Quo Vadis? (1951) (MGM) ... Christelijke gevangene in arena (niet genoemd)
- Father's Little Dividend (1951) (MGM) ... Kay "Kitten" Dunston
- A Place in the Sun (1951) (Paramount) ... Angela Vickers
- Love Is Better Than Ever (1952) (MGM) ... Anastacia "Stacie" Macaboy
- Ivanhoe (1952) (MGM) ... Rebecca
- The Girl Who Had Everything (1953) (MGM) ... Jean Latimer
- Rhapsody (film) (1954) (MGM) ... Louise Durant
- Elephant Walk (1954) (Paramount) ... Ruth Wiley
- Beau Brummell (film) (1954) (MGM) ... Lady Patricia
- The Last Time I Saw Paris (1954) (MGM) ... Helen Ellswirth/Wills
- Giant (1956) (Warner Bros.) ... Leslie Lynnton Benedict
- Raintree County (1957) (MGM) ... Susanna Drake
- Cat on a Hot Tin Roof (1958) (MGM) ... Maggie "The Cat" Pollitt
- Suddenly, Last Summer (1959) (Columbia) ... Catherine Holly
- Scent of Mystery (1960) (Michael Todd Company) ... de echte Sally Kennedy (niet genoemd)
- Butterfield 8 (1960) (MGM) ... Gloria Wandrous
- Cleopatra (1963) (20th Century Fox) ... Cleopatra VII
- The V.I.P.s (1963) (MGM) ... Frances Andros
- The Sandpiper (1965) (MGM) ... Laura Reynolds
- Who's Afraid of Virginia Woolf? (1966) (Warner Bros.) ... Martha
- The Taming of the Shrew (1967) (Columbia) ... Katharina
- Doctor Faustus (1967) (Columbia) ... Helen of Troy
- Reflections in a Golden Eye (1967) (Warner Bros.) ... Leonora Penderton
- The Comedians (1967) (MGM) ... Martha Pineda
- Boom! (1968) (Universal) ... Flora Goforth
- Secret Ceremony (1968) (Universal) Leonora
- Anne of the Thousand Days (1969) (Universal) ... Courtesan (niet genoemd)
- The Only Game in Town (1970) (20th Century Fox) ... Fran Walker
- Zee and Co. (1972) (Columbia) ... Zee Blakeley ... alias X, Y and Zee
- Under Milk Wood (1973) (Altura Films International) ... Rosie Probert
- Hammersmith Is Out (1972) (Cinerama Releasing Corporation) ... Jimmie Jean Jackson
- Night Watch (1973) (Avco Embassy Pictures) ... Ellen Wheeler
- Ash Wednesday (1973) (Paramount) ... Barbara Sawyer
- The Driver's Seat (1974) (Rizzoli Film S.p.a.) ... Lise
- The Blue Bird (1976) (20th Century Fox) ... Queen of Light
- A Little Night Music (1977) (New World Pictures) ... Desiree Armfelt
- Winter Kills (1979) (Avco Embassy Pictures) ... Lola Comante (niet genoemd)
- The Mirror Crack'd (1980) (Associated Film Distribution) ... Marina Rudd
- Il Giovane Toscanini (1988) (RAI) ... Nadina Bulichoff
- The Flintstones (1994) (Universal) ... Pearl Slaghoople
- These Old Broads (2001) (ABC) ... Beryl Mason (tv-film, laatste filmrol)

- Bibsys: 90544192
- Biblioteca Nacional de Chile: 000083595
- Biblioteca Nacional de España: XX1130457
- Bibliothèque nationale de France: cb12073680r (data)
- Catàleg d'autoritats de noms i títols de Catalunya: 981058519116806706
- CiNii: DA11762442
- Gemeinsame Normdatei: 118621092
- International Standard Name Identifier: 0000 0001 2124 4985
- Library of Congress Control Number: n50009560
- Nationale Bibliotheek van Letland: 000268052
- MusicBrainz: eff81106-30d7-4f67-a47e-48225ffb9286
- National Archives and Records Administration: 10582734
- Bibliotheek van het Japanse parlement: 00475989
- Nationale Bibliotheek van Tsjechië: xx0033959
- Nationale bibliotheek van Australië: 35541033
- Nationale Bibliotheek van Israël: 987007310839905171
- Nationale Bibliotheek van Polen: a0000001183525
- Nederlandse Thesaurus van Auteursnamen: 069100411
- Istituto Centrale per il Catalogo Unico: CFIV089868
- LIBRIS: 254452
- SNAC: w62r3x0b
- Système universitaire de documentation: 02902420X
- Trove: 989730
- Virtual International Authority File: 24624716
- WorldCat: E39PBJvd63F83q8G3DkfYkRdwC